# 領海等における外国船舶の航行に関する法律
領海等における外国船舶の航行に関する法律（りょうかいとうにおけるがいこくせんぱくのこうこうにかんするほうりつ、平成20年6月11日法律第64号）は、日本の領海等における外国船舶の航行方法に関する日本の法律である。

## 概要
日本の領海等における外国船舶の航行方法や外国船舶の航行の規制に関する措置を規定している。一定条件において日本政府は外国船舶に対して「立入検査」や「退去命令」をすることができ、検査や命令に背いた場合には刑事罰を課すことが規定されている。
ただし、軍艦及び非商業目的の公船はこの法律における「外国船舶」からは除かれているため、適用の対象外である。